# Cerro Santiago, Mexiko
Cerro Santiago är en ort i Mexiko.   Den ligger i kommunen San Andrés Paxtlán och delstaten Oaxaca, i den sydöstra delen av landet, 500 km sydost om huvudstaden Mexico City. Cerro Santiago ligger 2 421 meter över havet och antalet invånare är 184.
Terrängen runt Cerro Santiago är kuperad norrut, men söderut är den bergig. Cerro Santiago ligger uppe på en höjd. Runt Cerro Santiago är det glesbefolkat, med 16 invånare per kvadratkilometer. Närmaste större samhälle är Miahuatlán de Porfirio Díaz, 15,8 km norr om Cerro Santiago. I omgivningarna runt Cerro Santiago växer huvudsakligen savannskog.